# Club Deportivo Masterhuelva
El Club Deportivo MasterHuelva es una entidad deportiva multidisciplinar con sede en Huelva, España. Es popularmente conocido como masterhuelva. Participa de disciplinas como la Natación Máster, el Triatlón, la BTT, las Carreras populares y el Montañismo. 

## Historia
Fue fundado en octubre de 2007 por un grupo de nadadores y triatletas provenientes de otros clubs de Natación. Desde el 12 de noviembre de ese mismo año es club adscrito a la Real Federación Española de Natación y, por ende, a la Federación Andaluza de Natación con número 1195 y siglas MHUELVA.
El 16 de diciembre de 2007 el club consigue la impresionante hazaña de terminar en la tercera posición en los V Campeonatos Open Máster de Andalucía de Invierno de natación, en su primera participación y con sólo 3 meses de antigüedad.
Su trayectoria deportiva está repleta de éxitos deportivos entre los que destacan, a nivel individual, medallistas en los World Masters Games (Sídney 2009 y Turín 2013) Campeones de España, Campeones de Andalucía y perticipaciones en los Mundiales Máster de Natación (Montreal (Canadá) 2014) y Europeos de Natación (Cádiz, 2009).[cita requerida]

## Instalaciones y entrenamientos
Actualmente el Club Deportivo Masterhuelva entrena en la piscina del polideportivo municipal "Diego Lobato" en horario de 21:30 a 23:00 horas de lunes a viernes gracias a un acuerdo con el excelentísimo Ayuntamiento de Huelva.

## Natación
- Tercer clasificado en los V Campeonatos Open Máster de Andalucía de Invierno de Natación 2007
- Tercer clasificado en los X Campeonatos Open Máster de Andalucía de Verano de Natación 2012
- Tercer clasificado en los Campeonatos Open Máster de Andalucía de Verano, Jerez 2008

## Triatlón
Ha organizado las 4 ediciones del duatlón "Ciudad de Huelva", 4 ediciones del "Triatlón de menores Ciudad de Huelva" así como ha colaborado en la organización de las 5 ediciones del Triatlón Cros Sierra de Aracena y Picos de Aroche, Duatlón de San Bartolomé de la Torre y Triatlón de Santa Bárbara de Casas.
- Datos: Q5773917